# Фазил-бий
Фазил-бий (Фазил-тюря узб. Fozilbiy;) — номинальный бухарский хан (1758—1758) из узбекской династии Мангытов. Внук основателя узбекской династии мангытов Мухаммад Рахим-хана.
У Мухаммад Рахим-хана не было детей, кроме одной дочери. Свою дочь он сочетал узами брака с Абдулмумин-ханом, сыном Абулфейз-хана. После убийства Абдалмумин-хана он связал брачным союзом упомянутую дочь и со своим племянником, Нарбута-бием. От него появился сын, Фазил-бий.
После смерти Мухаммад Рахим-хана в 1758 году, из-за отсутствия сыновей у покойного, ханом был выбран Фазил-бий. Но фактическая власть в государстве была в руках дяди Мухаммад Рахим-хана — Даниял-бия, довольствовавшийся титулом аталыка. Именно он посадил на трон Фазил-бия в 1758 году, унаследовав государство по желанию эмиров, сановников и вождей кочевых племен.
Через год Даниял-бий назначил Фазил-бия беком-губернатором в Карши из-за необдуманные поступки отца Фазил-бия, Нарбута-бия. Вместо Фазил-бия он привез Абулгази-хана, внука от одной из дочерей Абулфейз-хана и провозгласил его ханом. Даниял-бий провозгласил его имя в хутбе, стал чеканить монету с его именем, построил для него дом и дворец и предоставил средства для жизни, как ему было положено по праву, а сам остался в той же должности доверенного лица и распоряжался административными и финансовыми делами.

## Смерть
Фазилбий был убит в 1758 году.